# Golfe du Morbihan (îles Kerguelen)
Ne doit pas être confondu avec le golfe du Morbihan en Bretagne
Pour les articles homonymes, voir Morbihan (homonymie).
Le golfe du Morbihan dans les îles Kerguelen forme une profonde et large échancrure dans la partie centre-est de l'île principale de la Grande Terre. Il s'étend sur une vingtaine de kilomètres selon l'axe nord-sud et sur une quarantaine de kilomètres selon l'axe est-ouest (ponctuellement jusqu'à plus de cinquante kilomètres en allant au fond du fjord Bossière). C'est un espace maritime relativement fermé constituant un abri naturel pour les navires et sur les rives duquel ont été implantées les stations de Port-Jeanne-d'Arc puis de Port-aux-Français, aujourd'hui seul établissement des Kerguelen. Le golfe du Morbihan est parsemé de nombreux îles et îlots. Le climat y est plus sec que dans les autres parties de l'archipel en raison de l'effet de foehn créé par les systèmes montagneux de la côte ouest qui protègent du flux général des perturbations.

## Toponymie

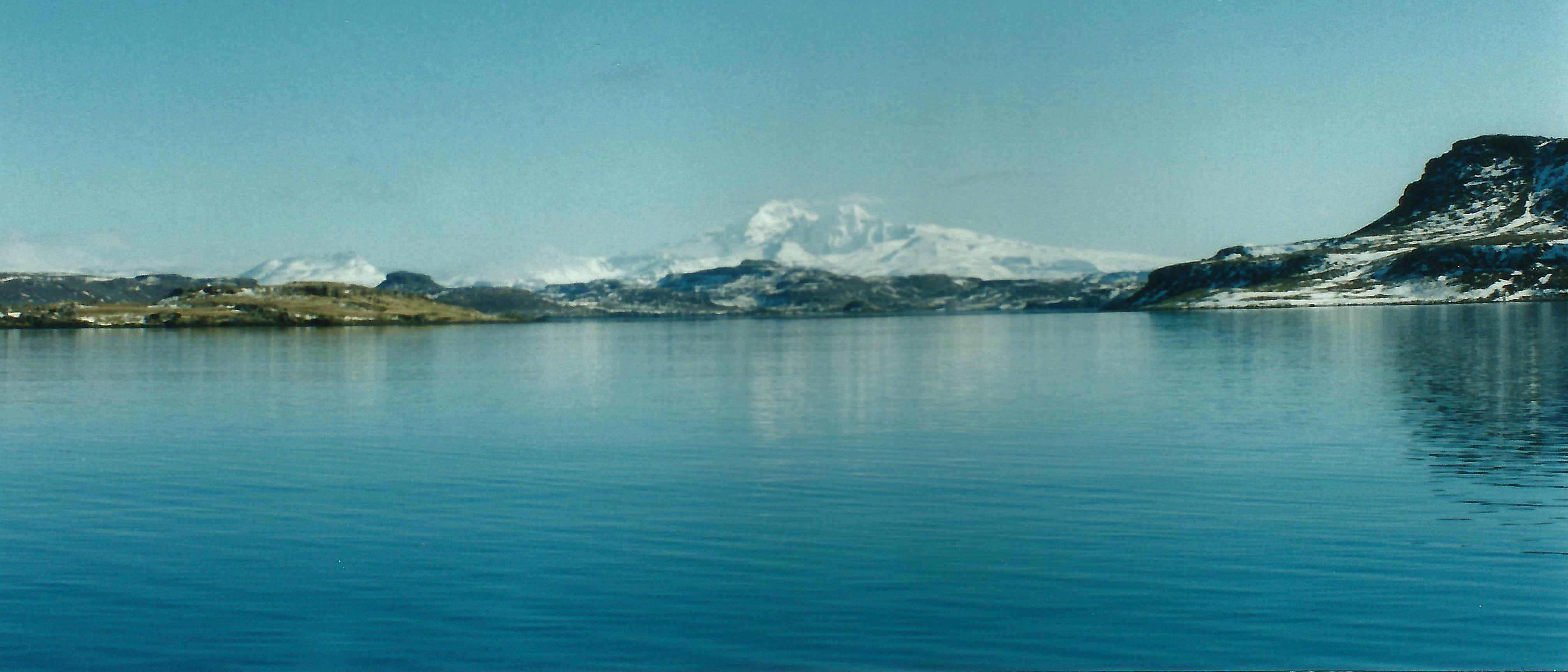
Vue sur le Mont Ross, point culminant de l'archipel, depuis le golfe du Morbihan.

Le golfe du Morbihan a été ainsi baptisé par Raymond Rallier du Baty lors de ses expéditions du début du XXe siècle en l'honneur de sa région natale (il naît à Lorient) et par analogie géographique avec le golfe du même nom (où Rallier du Baty acquit plus tard une propriété) en Bretagne. Ainsi, le nom de « Golfe du Morbihan » apparaît sur la carte qu'il a publiée en 1922. 
Auparavant, l'endroit était connu comme le « Royal Sound » et apparaissait ainsi sur la carte de James Cook. Il en est d'ailleurs resté le nom de « Passe Royale » pour désigner l'entrée du golfe.
L'appellation de golfe a été confirmée par la Commission de toponymie des Terres australes et antarctiques françaises, respectant ainsi la hiérarchie des termes topographiques puisque le golfe du Morbihan comprend des baies, dont la baie de l'Aurore australe, où se trouve Port-aux-Français. Cependant, la dénomination de Baie du Morbihan apparaît sur diverses cartes et se trouve utilisée souvent indifféremment, même dans des écrits officiels.

## Zone importante pour la conservation des oiseaux

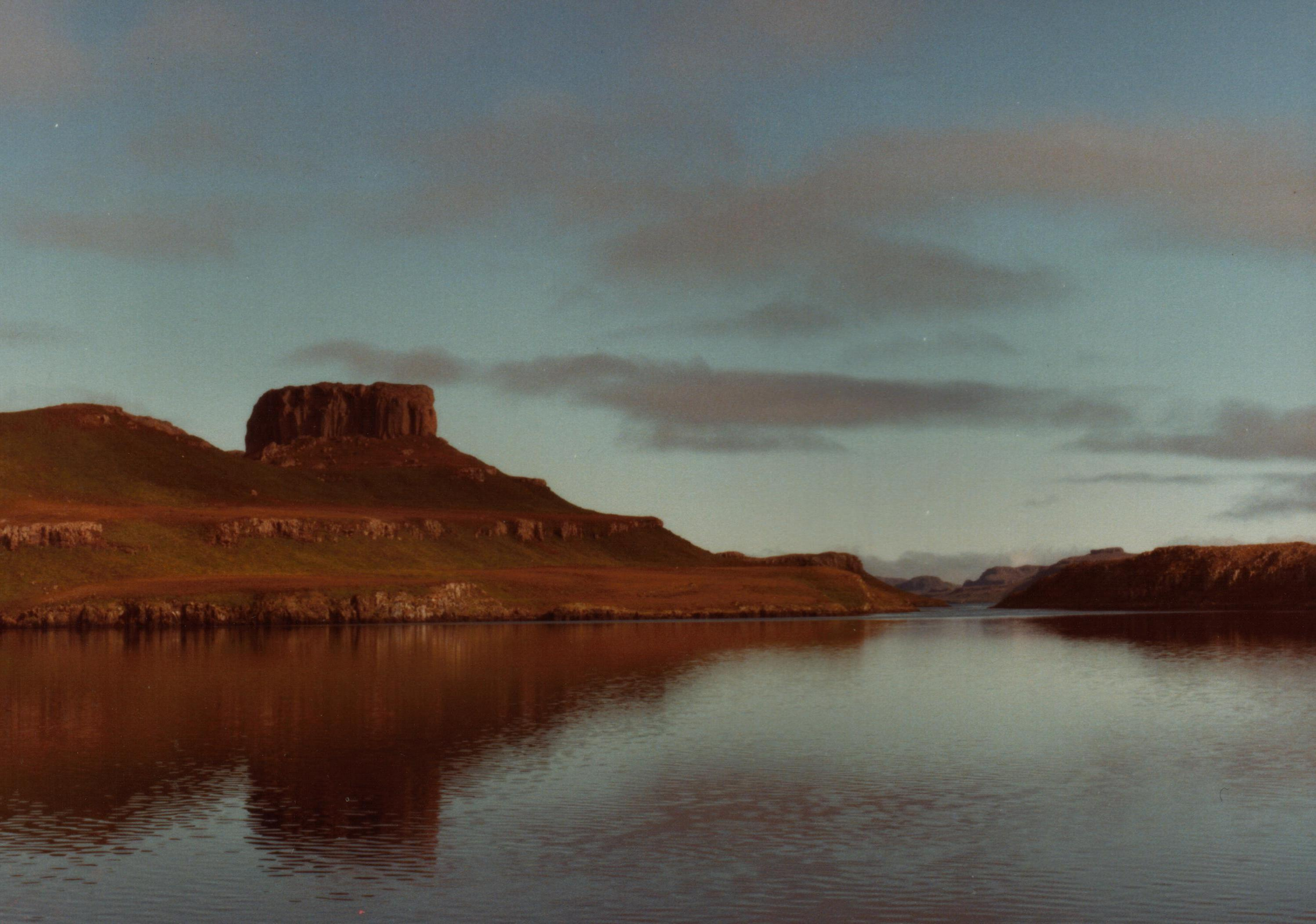
Dans le golfe du Morbihan, le passage entre l'île du Château (à gauche) et l'île Australia (à droite).

Les îles du golfe du Morbihan sont répertoriées comme zone importante pour la conservation des oiseaux (zone TF010). Parmi les espèces remarquables qui s'y reproduisent, on trouve le canard d'Eaton (Anas eatoni), le pétrel géant subantarctique ou pétrel de Hall (Macronectes halli) avec environ 150 couples reproducteurs, le prion bleu ou pétrel bleu (Halobaena caerulea) avec 100 000 à 200 000 couples, le puffin gris ou pétrel gris (Procellaria cinerea) avec 5 000 couples, la sterne de Kerguelen (Sterna virgata), etc. Certaines des îles sont indemnes de mammifères introduits et ont conservé une végétation subantarctique de type originel favorable au maintien des colonies d'oiseaux. C'est en effet surtout dans l'épaisseur des coussins de l'azorelle (Azorella selago), préservée de la dent des lapins (Oryctolagus cuniculus), que les pétrels fouisseurs peuvent creuser leurs terriers de reproduction sans craindre d'être dévorés au nid par des chats (Felis catus) ou leurs œufs et leurs poussins par des rats (Rattus rattus). Outre les pétrels bleus, les espèces les plus abondantes qui utilisent ce type d'habitat sont les puffinures plongeurs (Pelecanoides urinatrix) et de Géorgie (Pelecanoides georgicus) ainsi que les prions de la Désolation (Pachyptila desolata) et de Belcher (Pachyptila belcheri). Au crépuscule des multitudes de ces oiseaux regagnent leurs terriers depuis l'océan en survolant la passe Royale.

## Réserve naturelle des Terres australes françaises
Alors que les eaux du golfe du Morbihan ne sont pas comprises dans la partie maritime de la réserve naturelle nationale des Terres australes françaises créée par le décret no 2006-1211 du 3 octobre 2006, l'ensemble des îles et des rivages est bien inclus dans la partie terrestre de cette même réserve. En outre plusieurs îles bénéficient d'un statut renforcé : les îles de l'Antarès, Suhm, Greak, Blakeney, Bryer, Pender et Hoskyn sont classées en réserve intégrale et interdites d'accès ; les îles Murray, du Chat, du Chaton, du Cimetière, du Château, Mayes, Australia et Haute sont quant à elles réservées à la recherche scientifique et technique. A citer également, les îles Penn, Stafford, Inskip, Verte, Longue, Hull, Marino, Carrington, Gibson...

## Écologie marine
Le golfe du Morbihan est la principale zone de présence du dauphin de Commerson.
Les captures réalisées dans le cadre d'études ichtyologiques ont montré que quatre espèces de poissons étaient dominantes dans le golfe du Morbihan : Champsocephalus rhinoceratus, Notothenia cyanobrancha, Notothenia rossii et Paranotothenia magellanica.

## Installations humaines
En raison de son caractère abrité, le golfe du Morbihan a accueilli sur ses rives la plupart des installations humaines de l'archipel des Kerguelen. Ce furent notamment :
- au milieu du XIXe siècle, le cimetière des phoquiers américains, sur l'île du Cimetière,
- en 1874-1875, pour l'observation du passage de Vénus devant le soleil le 9 décembre 1874 :
  - l'observatoire de la mission astronomique anglaise du HMS Volage (en), en baie de l'Observatoire,
  - l'observatoire de la mission astronomique américaine à la pointe Molloy au nord du golfe,
- de 1901 à 1903, la mission allemande d'étude du géomagnétisme en baie de l'Observatoire réutilisant en partie les installations britanniques de 1874,
- de 1906 à 1922, la station baleinière de Port-Jeanne-d'Arc, sur la côte nord de la presqu'île Jeanne d'Arc dans le sud du golfe,
- de 1953 à 1963, la station sismologique de Molloy, et la station géomagnétique de Port-Douzième sur la côte nord de la presqu'île Ronarc'h, au sud du golfe,
- de 1960 à 2012, la bergerie de Port-Bizet sur l'île Longue,
- de 1984 à 1993, la station expérimentale d'élevage de saumon du lac d'Armor, au fond du golfe,
- depuis 1950, la station technique et scientifique de Port-aux-Français sur la côte sud de la péninsule Courbet, dans le nord du golfe.